# Барбара Вудворд
Дама Барбара Джанет Вудворд (англ. Barbara Woodward; 29 травня 1961) — британський дипломат і експерт з Китаю. Постійний представник Сполученого Королівства при Організації Об'єднаних Націй (з 2020), Посол Великої Британії в Китаї (2015—2020).

## Життєпис
Народилася 29 травня 1961 року. У 1983 році здобула ступінь магістра мистецтв з відзнакою Університету Сент-Ендрюса в Шотландії. У 1986—1988 рр. — вона викладала англійську мову спочатку в Університеті Нанкай, а потім в Університеті Хубей в Ухані, Китай. Пізніше вона вивчила та опанувала китайську. Її вчитель у Лондоні дав їй китайське ім'я Ву Байна (吴百纳 Wú Bǎinà). У 1988 році вона вступила до Єльського університету в США, щоб продовжити навчання з міжнародних відносин, і здобула ступінь магістра мистецтв (MA).
З 1994 року на дипломатичній службі в Міністерстві закордонних справ і Співдружності (FCO). З 1994 по 1998 рік працювала на посаді другого (першого) секретаря в посольстві в РФ, а також у Китаї з 2003 по 2009 рік, спочатку як політичний радник, а потім у всіх відносинах Великої Британії та КНР як заступник голови місії, в тому числі влітку 2008 року під час олімпіади. З 2011 по 2015 рік була генеральним директором з економічних і консульських питань FCO.
У лютому 2015 року вона була призначена послом Великої Британії в Китаї, першою жінкою, яка обіймала цю посаду.